# Clifton N. McArthur

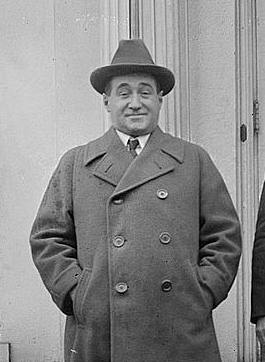
Clifton N. McArthur (1923)

Clifton Nesmith McArthur (* 10. Juni 1879 in The Dalles, Oregon; † 9. Dezember 1923 in Portland, Oregon) war ein US-amerikanischer Politiker. Zwischen 1915 und 1923 vertrat er den dritten Wahlbezirk des Bundesstaates Oregon im US-Repräsentantenhaus.

## Frühe Jahre
Clifton McArthur war Enkel von James Nesmith, der den Staat Oregon in beiden Kammern des Kongresses vertreten hatte. Er besuchte die öffentlichen Schulen in Rickreall und die Bishop Scott Academy in Portland. Danach studierte er bis 1901 an der University of Oregon in Eugene. Zwischen 1901 und 1903 arbeitete er als Zeitungsreporter für die Zeitung „Morning Oregonian“. Danach war er bis 1906 in der Landwirtschaft tätig. Nach einem Jurastudium und seiner ebenfalls 1906 erfolgten Zulassung als Rechtsanwalt begann er in Portland in seinem neuen Beruf zu arbeiten.

## Politische Laufbahn
McArthur wurde Mitglied der Republikanischen Partei. Im Jahr 1908 war er in Oregon im Vorstand dieser Partei. Zwischen 1908 und 1911 arbeitete er als Sekretär von Gouverneur Frank W. Benson; von 1909 bis 1913 war er Abgeordneter im Repräsentantenhaus von Oregon, wobei er zeitweise Speaker des Hauses war. Bei den Kongresswahlen des Jahres 1914 wurde McArthur in das US-Repräsentantenhaus gewählt, wo er am 4. März 1915 Walter Lafferty ablöste. Nach einigen Wiederwahlen konnte er sein Mandat bis zum 3. März 1923 ausüben. 1922 wurde er nicht mehr wiedergewählt.
Nach dem Ende seiner Zeit im Kongress widmete sich McArthur wieder seinen privaten Geschäften und arbeitete wieder als Rechtsanwalt in Portland. Dort ist er im Dezember 1923 verstorben. Seit 1913 war er mit Lucille Smith verheiratet. Das Paar hatte keine Kinder.